# Ограбление в Каламе
Ограбление в Каламе, также Дело Каламы (исп. Caso Calama) — похищение крупной суммы из отделения чилийского Госбанка с убийством двух банковских служащих. Произошло в городе Калама 9 марта 1981 года. Преступниками являлись офицеры тайной полиции СЕНИ — майор Эрнандес и капитан Вильянуэва под руководством майора Дельмаса. Ограбление имело не только уголовную, но и политическую составляющую, отражало противоречия между функционерами военной диктатуры генерала Пиночета. Эрнандес и Вильянуэва были арестованы, приговорены к смертной казни и расстреляны; Дельмас, по официальной версии, покончил с собой.

## Предыстория
Город Калама расположен в пустыне Атакама на севере Чили. Это административный центр провинции Эль-Лоа. Основа городской и региональной экономики — горнодобывающая промышленность. На крупнейшем в мире медном руднике Чукикамата ведёт добычу меди госкомпания CODELCO. Наряду с другими учреждениями, в Каламе функционирует отделение Государственного банка Чили (иногда называемое банком Чукикаматы). В декабре 1980 отделение Госбанка было ограблено неизвестным.
После переворота 11 сентября 1973 в Чили правила военная хунта. Во главе военно-диктаторского режима стоял генерал Аугусто Пиночет. Оппозиция жёстко подавлялась. Преступления против государства расследовала спецслужба Национальный центр информации (СЕНИ) — тайная полиция, орган политических репрессий. Директором СЕНИ в первой половине 1980-х был генерал Умберто Гордон.
Декабрьское ограбление было воспринято как акция антиправительственного подполья. Расследование вели начальник каламского управления СЕНИ майор Габриэль Эрнандес Андерсон и его заместитель капитан Эдуардо Вильянуэва Маркес. Оба являлись убеждёнными пиночетистами. Эрнандес принадлежал к традиционной элите, его отец был судьёй, тесть — мэром города Арика. Вильянуэва пришёл на службу в СЕНИ из оргпреступности, ранее известен как криминальный авторитет.

## План
Со второй половины 1970-х правящая хунта снизила масштаб репрессий. Деятельность карательных органов была введена в определённые правовые рамки. Расформирована одиозная тайная полиция ДИНА, несколько урезаны полномочия СЕНИ, снижено финансирование спецслужбы. Отправлен в отставку генерал Мануэль Контрерас — основатель ДИНА, первый директор СЕНИ олицетворял массовость и жестокость репрессий. Пиночет старался улучшить имидж режима и его спецслужб, особенно после громкого скандала с убийством Орландо Летельера.
Это вызывало недовольство ряда офицеров СЕНИ, сделавших карьеру в первые годы диктатуры. Они желали вернуть времена ДИНА — усилить репрессии, восстановить бесконтрольность карательного аппарата, повысить его политическую роль, увеличить финансирование. Видной фигурой в этой среде был начальник управления СЕНИ в Арике майор Хуан Дельмас Рамирес. Он принадлежал к элите карательных органов — служил в личной охране Пиночета, потом в «Мульченской бригаде» ДИНА, специализировавшейся на жёстких спецоперациях. Участвовал в похищении и убийстве испанского дипломата Кармело Сориа, заподозренного в связях с антипиночетовской оппозицией. Представлял ДИНА в совместных операциях с аргентинским СИДЕ. Арикское управление СЕНИ Дельмас превратил в своеобразное «государство в государстве». Здесь фактически сохранялись контрерасовские порядки, царила ультраправая «мульченская идеология», основанная на культе тайной полиции.
Именно Дельмас задумал ограбление банка. Деньги предназначались на «внеплановые и сверхсметные» операции СЕНИ — в частности, на производство газа зарин для убийств оппозиционных эмигрантов. Объектом он избрал отделение Госбанка в Каламе. В качестве исполнителей привлёк Эрнандеса и Вильянуэву, подчинённых ему в служебной иерархии СЕНИ. Складывалась удобная ситуация: расследование декабрьского ограбления предоставляло дополнительные возможности.

## Преступление
Эрнандес и Вильянуэва замаскировали ограбление под следственный эксперимент — якобы для восстановления картины декабрьского преступления и предотвращения грабежей в будущем. Помогать взялись начальник каламского отделения Госбанка Гильермо Мартинес Айяла и кассир Серхио Яньес Арайя. Двое банковских служащих заранее обрекались на смерть.
Рано утром 9 марта 1981 Эрнандес и Вильянуэва явились в банк. Их ждали ничего не подозревавшие Мартинес и Яньес. Другим сотрудникам банка предписывалось в этот день явиться позднее обычного. В сейфе находилась крупная сумма — CODELCO выплачивала зарплату шахтёрам медных рудников.
Мартинес и Яньес помогли упаковать банкноты на общую сумму 45 миллионов песо — около 1,15 миллиона долларов. Эрнандес и Вильянуэва приказали загрузить в фургон ящики с деньгами. За рулём находился Франсиско Диас Меса — стажёр СЕНИ, по профессии водитель такси. Он был посвящён в план преступления и участвовал сознательно. В курс дела были введены также Саниэль Вильянуэва Маркес, младший брат Эдуардо Вильянуэвы Маркеса, и бывший агент СЕНИ Хуан Аренас Кортес.
Эрнандес и Вильянуэва сделали вид, будто вычисляют, где и как могли быть спрятаны похищенные деньги. Фургон направился в малолюдное горное селение Чиу-Чиу. Там было найдено совершенно безлюдное место. Преступники вывели Мартинеса и Яньеса из фургона, завязали им глаза и уложили лицом вниз. Эрнандес приказал Вильянуэве застрелить обоих. Вильянуэва дважды выстрелил — каждому в голову (впоследствии убийца ставил себе в заслугу, что дал Яньесу время на молитву). Трупы были взорваны заранее приготовленным динамитом.
Вернувшись в Каламу, Эрнандес и Вильянуэва по телефону отчитались перед Дельмасом. Деньги разделили на несколько неравных частей, источники дают об этом несколько различные сведения. Около половины денег обнаружить не удалось — вероятно, преступники спрятали их в пустыне. При себе Эрнандес и Вильянуэва оставили на первичные расходы около 3-4 — миллионов песо (примерно 100 тысяч долларов). Столько же дали Аренасу и брату Вильянуэвы. Порядка 7-8 миллионов (200 тысяч) получил Диас. 10-12 миллионов песо (до 300 тысяч) забрал Дельмас. Средства, взятые Дельмасом и скрытые в неизвестном месте, по-видимому предназначались на будущие спецоперации.

## Расследование
Второе за три месяца ограбление Госбанка в Каламе вызвало серьёзную тревогу властей. Первая версия состояла в акции подполья. В похищении подозревались исчезнувшие Мартинес и Яньес. К расследованию подключился центральный аппарат СЕНИ, военная разведка ДИНЕ, уголовная полиция. Именно полиция, а не спецслужбы, сыграла основную роль в обнаружении преступников.
Полицейскую линию в расследовании возглавлял префект Каламы Виктор Лильо Монсельве. Полицейские с подозрением относились к Вильянуэве, которого помнили как уголовника. Они заметили, что с марта у него явно появились большие деньги, он вернулся к разгульной жизни криминального авторитета. За Вильянуэвой установили наблюдение. Но решающий момент наступил 9 июня, когда из-за случайного дорожного происшествия был задержан таксист Диас. В машине Диаса нашлась пачка купюр с номерами украденных в банке. Его арестовали и допросили. На следующий день Диас дал показания на Эрнандеса и Вильянуэву. Ночью подчинённые префекта Лильо сообщили ему «две новости — хорошую и плохую: ограбление банка раскрыто, но это люди из СЕНИ». 12 июня Эрнандес был арестован в своём доме, Вильянуэва на погранпереходе Чакальюта — пытался бежать в Перу. На допросах оба признались, указали место, где закопали после взрыва Мартинеса и Яньеса и назвали своим руководителем Дельмаса.
Действия Эрнандеса, Вильянуэвы, Дельмаса и их сообщников были восприняты властями как равнозначные измене и мятежу. Следствие взял на контроль генерал Гордон и информировал о его ходе лично президента Пиночета. В Каламу прибыли видные чины спецслужб: полковник Эктор Браво Летельер, капитан Хуан Видаль Огета, унтер-офицер Хосе Акевеке Перес из СЕНИ, полковники Франсиско Феррер Лима и Марсельо Морен Брито из ДИНЕ. К ним присоединились армейские офицеры, прежде служившие в ДИНА — полковник Карлос Парера Сильва и капитан Мануэль Перес Сантильян. Все они активно участвовали в репрессиях хунты; Феррер, Акевеке, Сантильян служили в «Мульченской бригаде», Морен участвовал в Караване смерти и командовал на Вилле Гримальди. Политически и идеологически это были полные единомышленники Дельмаса, Эрнандеса и Вильянуэвы. Феррер и Парера считались друзьями Дельмаса, Акевеке вместе с ним охранял Пиночета. Однако выше политики и идеологии они ставили служебное соответствие, чётко выполняя директивы Пиночета и Гордона.
Видаль без обиняков предложил Эрнандесу покончить с собой — и тем самым закрыть вопрос. Эрнандес отказался — он ожидал, что положение офицера СЕНИ избавит от уголовного преследования. Так же в этом был уверен Вильянуэва. Оба подчёркивали «патриотическую» мотивацию своих действий и говорили, что выполняли приказ майора Дельмаса.
Роль Дельмаса и вообще природа ограбления стали понятны уже 12 июня. В тот же день Дельмас исчез из Арики. Сводная опергруппа спецслужб и полиции три дня вела интенсивный розыск. 15 июня Дельмас был найден мёртвым посреди Атакамы в своей красной «Мазде». На лобовом стекле оказалась написана просьба о прощении, обращённая к матери, жене и отдельно к генералу Пиночету. Официально сообщалось о самоубийстве выстрелом в висок. Однако эта версия вызывает очень серьёзные сомнения.

## Казнь
Перед судом предстали пятеро: Эрнандес, Вильянуэва, Диас, Аренас, Вильянуэва-младший. Отрицать очевидные доказательства не приходилось, все подсудимые признали себя виновными. Главные обвиняемые по-прежнему ссылались на приказ, клялись в преданности нации и режиму. Ограбление обосновывали необходимостью оплатить операции СЕНИ.
7 января 1982 суд Каламы приговорил Эрнандеса, Вильянуэву и Диаса к пожизненному заключению, Аренаса и Вильянуэву-младшего — к пяти годам тюрьмы. Обвинение опротестовало вердикт, причём с явного одобрения Пиночета. 17 мая 1982 апелляционная инстанция ужесточила приговоры: Эрнандес, Вильянуэва и Диас получили смертную казнь. Наконец, 30 сентября 1982 Верховный суд Чили принял окончательное решение: Эрнандес и Вильянуэва — смертная казнь, Диас — пожизненное заключение, Аренас и Вильянуэва-младший — пять лет заключения.
Приговорённые обратились к Пиночету с просьбами о помиловании. (Стало известно восклицание Эрнандеса: «Если бы Чили молилась обо мне как я молюсь о Чили!») К ним присоединились официальные правозащитники, лояльные общественные деятели, церковные иерархи и даже Папа Римский Иоанн Павел II. Но Пиночет остался непреклонен. 22 октября 1982 30-летний Габриэль Эрнандес Андерсон и 37-летний Эдуардо Вильянуэва Маркес были расстреляны во дворе каламской тюрьмы.

## Оценки
Преступление в Каламе имело широкий резонанс. Чилийские власти заявляли о суровой каре. При этом подчёркивалось, что преступники в СЕНИ исчисляются единицами и не могут бросить тень на репутацию спецслужбы (фигурам каламских грабителей противопоставлялся образ офицера СЕНИ Луиса Каревича, ценой своей жизни предотвратившего теракт). Западные СМИ указывали на принципиальное сходство СЕНИ с ДИНА, сообщали о произвольных арестах, пытках и убийствах. Советские пропагандистские органы с сарказмом описывали, как пиночетовские каратели в свободное время грабят банки. Поначалу делался прозрачные намёк, что преступники избегнут наказания. После расстрела приговорённых тональность изменилась: заговорили о глубоком кризисе режима, который приходится преодолевать расправами над собственными карателями.
Казнь Эрнандеса и Вильянуэвы имела серьёзное политическое значение. Пиночет жёстко подавил ультраправое «фрондирование». Контрерас и его сторонники были недвусмысленно предупреждены о последствиях любого неповиновения. Возросло влияние генерала Гордона. Режим подчёркивал свой имидж «жестокого, но честного», пресекающего нарушения закона, от кого бы они ни исходили.
Десятилетия спустя ограбление и двойное убийство 1981 года остаётся в Чили болезненной темой. Левые авторы утверждают, что напоминают, что «наследники этого безумия» сохраняют влияние в правых кругах и после восстановления демократии. Многие важные моменты остались непрояснёнными — местонахождение части денег, обстоятельства смерти Дельмаса. Так и не было расследовано первоначальное декабрьское ограбление 1980 года. В 2009 высказано предположение, что первым грабителем был Фернандо Вильянуэва Маркес — брат расстрелянного Эдуардо и осуждённого на пять лет Саниэля — тоже впоследствии убитый при заметании следов.